# Hapoel Tel Aviv FC
Ha-Po'el Tel Aviv FC je izraelský fotbalový klub z Tel Avivu založený roku 1927, náležící do sportovního sdružení ha-Po'el. Jeho domovským stadionem je Bloomfield Stadium ve čtvrti Tel Aviv s kapacitou 29 400 diváků. Klub hraje v nejvyšší izraelské profesionální fotbalové soutěži.
První výhra týmu v Lize mistrů UEFA byla v sezóně 2009/10 3:0 nad Benfikou Lisabon.
V základní skupině B Evropské ligy 2012/13 byl Hapoel přilosován k týmům Atlético Madrid (Španělsko), Académica de Coimbra (Portugalsko) a FC Viktoria Plzeň (Česko). Ve skupině obsadil poslední čtvrté místo za první Plzní, druhým Atléticem Madrid a třetí Académicou de Coimbra. Měl bilanci 1 výhra, 1 remíza a 4 prohry (= 4 body), z Evropské ligy byl tímto vyřazen.

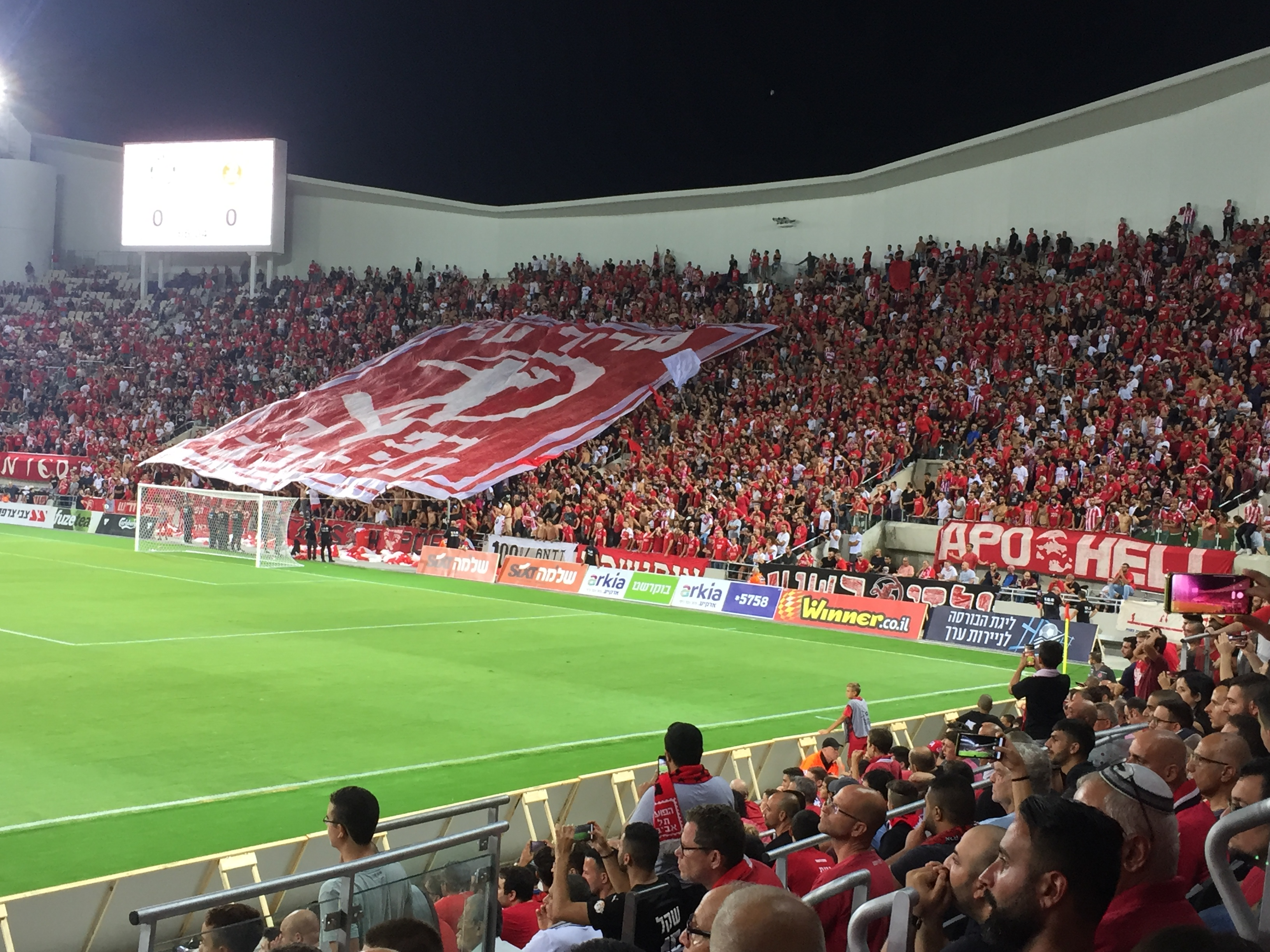
Bloomfield Stadium

## Úspěchy
- Státní pohár: 1928, 1934, 1937, 1938, 1939, 1961, 1972, 1983, 1999, 2000, 2006, 2007, 2010
- Izraelský Superpohár: 1981
- Toto pohár: 2002